# Банцано (Авелино)
Банцано је насеље у Италији у округу Авелино, региону Кампанија.
Према процени из 2011. у насељу је живело 2102 становника. Насеље се налази на надморској висини од 394 м.